# Greatest Hits III
Greatest Hits III è una raccolta del gruppo musicale britannico Queen, pubblicata l'8 novembre 1999 dalla Parlophone.

## Descrizione
La compilation contiene alcuni brani dal vivo eseguiti dalla band con altri artisti come Elton John e George Michael (quest'ultimo eseguì il brano Somebody to Love al Freddie Mercury Tribute Concert del 1992, concerto dedicato alla memoria dell'artista scomparso), altri brani solisti di Freddie Mercury e Brian May, vari remix e per la prima volta quattro brani estratti dall'ultimo album del 1995, Made in Heaven.
I brani Las palabras de amor (The Words of Love), Princes of the Universe e These Are the Days of Our Lives erano destinati ad essere inseriti nella raccolta Greatest Hits II ma vennero esclusi per motivi di spazio.
Inoltre il disco include altri due brani, No-One but You (Only the Good Die Young), inserito nella precedente raccolta Queen Rocks del 1997 e pubblicato come ultimo singolo della band e la canzone natalizia Thank God It's Christmas, quest'ultima mai pubblicata fino ad ora in nessun album dei Queen e apparsa soltanto nell'EP Complete Vision (1985) del box The Complete Works.
Il disco è stato incluso nel cofanetto The Platinum Collection del 2000 che comprende anche i primi due greatest hits. Nel 2011, in occasione del 40º anniversario della band, il disco è stato rimasterizzato assieme all'intero catalogo della discografia del gruppo.

## Tracce
1. The Show Must Go On (feat. Elton John) (Live) – 4:35 (Queen) – registrata live il 17 gennaio 1997 al Théâtre National de Chaillot (Parigi)
2. Under Pressure (Rah Mix) (feat. David Bowie) (Remix 1999) – 4:08 (Queen, David Bowie)
3. Freddie Mercury – Barcelona (feat. Montserrat Caballé) (Single Version) – 4:25 (Mercury, Caballé)
4. Too Much Love Will Kill You – 4:18 (Brian May, Frank Musker, Elizabeth Lamers)
5. Somebody to Love (feat. George Michael) – 5:07 (Freddie Mercury) – registrata live il 20 aprile 1992 al Wembley Stadium (Londra), al Freddie Mercury Tribute Concert
6. You Don't Fool Me – 5:22 (Queen)
7. Heaven for Everyone (Single Version) – 4:37 (Taylor)
8. Las palabras de amor (The Words of Love) – 4:29 (Brian May)
9. Brian May – Driven by You – 4:09 (Brian May)
10. Freddie Mercury – Living on My Own (Julian Raymond Mix) – 3:37 (Freddie Mercury)
11. Let Me Live – 4:45 (Queen)
12. Freddie Mercury – The Great Pretender (Original 1987 Single Version) – 3:26 (Buck Ram)
13. Princes of the Universe – 3:31 (Freddie Mercury)
14. Another One Bites the Dust (Small Soldiers Remix) (feat. Wyclef Jean) (Remix 1998) – 4:20 (John Deacon)
15. No-One but You (Only the Good Die Young) – 4:11 (Queen)
16. These Are the Days of Our Lives – 4:22 (Queen)
17. Thank God It's Christmas – 4:19 (Brian May, Roger Taylor)

## Classifiche

### Classifiche settimanali
| Classifica (1999-08) | Posizione massima |
| -------------------- | ----------------- |
| Austria              | 2                 |
| Belgio (Fiandre)     | 7                 |
| Belgio (Vallonia)    | 7                 |
| Finlandia            | 35                |
| Germania             | 5                 |
| Irlanda              | 46                |
| Italia               | 7                 |
| Norvegia             | 5                 |
| Nuova Zelanda        | 24                |
| Paesi Bassi          | 8                 |
| Regno Unito          | 5                 |
| Spagna               | 89                |
| Svezia               | 19                |
| Svizzera             | 4                 |
| Ungheria             | 7                 |

### Classifiche di fine anno
| Classifica (1999) | Posizione |
| ----------------- | --------- |
| Belgio (Fiandre)  | 63        |
| Belgio (Vallonia) | 83        |
| Paesi Bassi       | 77        |
| Classifica (2000) | Posizione |
| Belgio (Fiandre)  | 78        |
| Belgio (Vallonia) | 66        |
| Paesi Bassi       | 81        |